# Harvey Toombs
Harvey Toombs (février 1909, Kansas City - Mars 1968, Glendale, Californie) est un animateur américain. Il a travaillé pour les studios Disney.

## Filmographie
- 1940 : Pinocchio (non crédité)
- 1940 : Fantasia séquence Danse des heures
- 1941 : Le Dragon récalcitrant
- 1941 : Dumbo
- 1942 : Bambi (non crédité)
- 1943 : Victoire dans les airs
- 1943 : À l'attaque
- 1944 : Donald est de sortie
- 1944 : Les Trois Caballeros
- 1945 : Le Pingouin à sang froid
- 1945 : Donald amoureux
- 1946 : La Boîte à musique
- 1946 : Mélodie du Sud
- 1947 : Coquin de printemps
- 1948 : Johnny Pépin-de-Pomme
- 1948 : Mélodie Cocktail, animation des personnages
- 1949 : The Wind in the Willows, animation des personnages
- 1949 : Le Crapaud et le Maître d'école, animation des personnages
- 1950 : Cendrillon, animation des personnages
- 1951 : On jeûnera demain
- 1951 : Alice au pays des merveilles, animation des personnages
- 1953 : Peter Pan, animation des personnages
- 1953 : Melody
- 1953 : Franklin et moi
- 1954 : C'est un souvenir de décembre
- 1955 : Disneyland (1 épisode)
- 1955 : La Belle et le Clochard, animation des personnages
- 1958 : The Legend of Sleepy Hollow
- 1959 : La Belle au bois dormant, animation des personnages
- 1959 : Donald au pays des mathémagiques
- 1959 : How to Have an Accident at Work
- 1959 : Les Aventures d'Aladin (1001 Arabian Nights)
- 1960 : Popeye the Sailor réalisateur pour 7 épisodes et animateur sur 1 épisode
- 1961 : Calvin and the Colonel supervision de l'animation pour 6 épisodes
- 1962 : Gay Purr-ee
- 1963 : Snuffy Smith and Barney Google (1 épisode)
- 1964 : The Magilla Gorilla Show plusieurs épisodes
- 1964-1965 : Jonny Quest (7 épisodes)
- 1967-1968 : L'Araignée (39 épisodes)